# 亚美尼亚使徒教会巴黎主教座堂

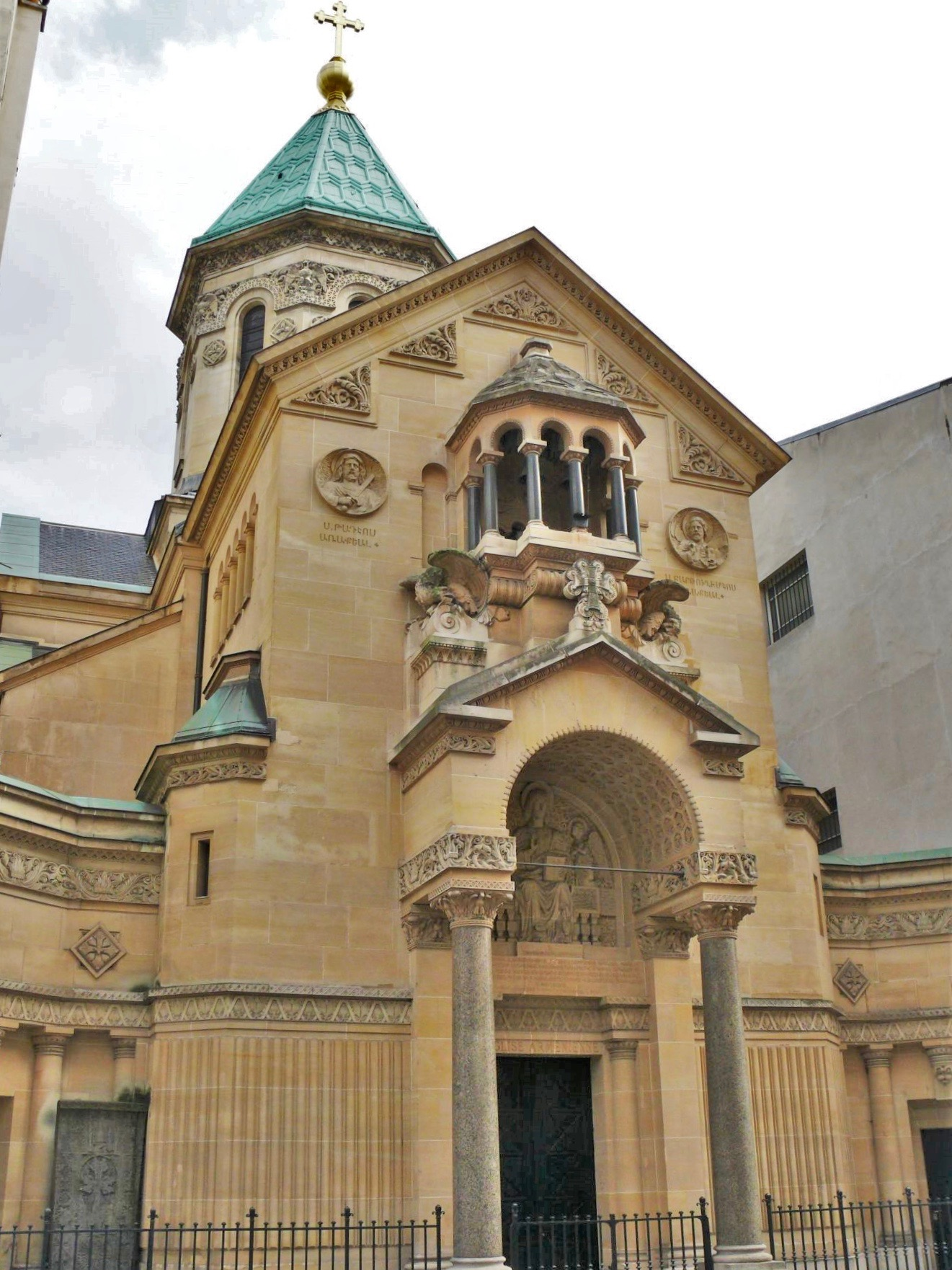

亚美尼亚使徒教会巴黎主教座堂（Armenian Apostolic Cathedral in Paris）是亚美尼亚使徒教会的一座主教座堂，位于巴黎第八区的让·古戎路（Rue Jean-Goujon）15号，供奉施洗约翰。由阿尔伯特·吉尔伯特（Albert Guilbert）设计，建于1902年10月5日至1904年。
1902年，君士坦丁堡的亚美尼亚报纸首次呼吁建立主教座堂，总部设在巴库的石油大王亚历山大·曼塔希安特（Alexandre Mantashyants）加以响应，以45万法郎的价格购得了这块土地。整个项目耗资154万法郎。
2018年10月6日，歌手夏尔·阿兹纳武尔的安魂弥撒在该堂举行。